# Pseudocleobis titschacki
Pseudocleobis titschacki är en spindeldjursart som först beskrevs av Roewer 1942.  Pseudocleobis titschacki ingår i släktet Pseudocleobis och familjen Ammotrechidae. Inga underarter finns listade i Catalogue of Life.